# Пероксид ртути
Пероксид ртути — неорганическое бинарное соединение
металла ртути и кислорода с формулой HgO2,
неустойчиво, взрывается при нагревании и ударе.

## Получение
- Действие 30% пероксида водорода на оксид ртути(II):

{\displaystyle {\mathsf {HgO+H_{2}O_{2}\ {\xrightarrow {-15^{o}C}}\ HgO_{2}+H_{2}O}}}
- Действие на спиртовой раствор хлорида ртути(II) смеси пероксида водорода и карбоната калия:

{\displaystyle {\mathsf {HgCl_{2}+H_{2}O_{2}+K_{2}CO_{3}\ {\xrightarrow {}}\ HgO_{2}\downarrow +CO_{2}\uparrow +2KCl}}}
- Сплавление пероксида щелочного металла с оксидом ртути(II) с последующим разложением продуктов водой:

{\displaystyle {\mathsf {2HgO+2Na_{2}O_{2}\ {\xrightarrow {T}}\ 2Na_{2}HgO_{2}+O_{2}\uparrow }}}
{\displaystyle {\mathsf {Na_{2}HgO_{2}+2H_{2}O\ {\xrightarrow {T}}\ HgO_{2}+2NaOH+H_{2}\uparrow }}}

## Физические свойства
Пероксид ртути образует неустойчивые кристаллы, которые взрываются при нагревании и ударе.